# 5951 Alicemonet
5951 Alicemonet eller 1986 TZ1 är en asteroid i huvudbältet som upptäcktes den 7 oktober 1986 av den amerikanske astronomen Edward L.G. Bowell vid Anderson Mesa Station. Den är uppkallad efter den amerikanske astronomen Alice K. Monet.
Asteroiden har en diameter på ungefär 5 kilometer.